# Jamieson Ridge
Il Jamieson Ridge è un sottile crinale montuoso, lungo circa 2 km e alto 1.200 m,  situato all'estremità sudoccidentale dei Monti Herbert, della Catena di Shackleton, Terra di Coats in Antartide. 
Nel 1967 fu effettuata una ricognizione aerofotografica da parte degli aerei della U.S. Navy. Un'ispezione al suolo fu condotta dalla British Antarctic Survey (BAS) nel periodo 1968-71.
Ricevettero l'attuale denominazione nel 1971 dal Comitato britannico per i toponimi antartici (UK-APC), in onore di Thomas Francis Jamieson, geologo scozzese il cui lavoro sulle rocce abrase dal ghiaccio in Scozia portò nel 1862 a comprendere la vera origine delle striature glaciali e che nel 1865 diede origine alla teoria dell'isostasia.